# 環狀皺摺
环状褶皱（也称为Kerckring瓣膜、Kerchkring瓣膜、褶曲状褶皱、褶曲环状褶皱和联合瓣膜）是突入小肠內腔的大型瓣膜瓣。

## 结构
整个小肠有环状的粘膜皱襞。 大多数围绕小肠圆柱体横向延伸， 约占其周长的二分之一或三分之二。有些形成完整的圆圈。其他有螺旋方向。后者通常会在肠周围延伸多于一次，但偶尔会延伸两到三次。在最宽的部分，较大的褶皱约为1厘米深，但大多数褶皱较小。较大和较小的皺摺之间往往存在交替的模式。 

### 分布
它们不会出现在十二指肠的开端，但大约在幽门之后约2.5或5公分处开始出现。
在下降部分的下部，胆管和胰管进入小肠的位置下方，它们非常大并且非常接近。
在十二指肠的水平部分和升部分以及空肠的上半部分，它们很大而且数量很多。 从这一点开始，一直到回肠中部，它们的尺寸大大减小。
在回肠下部，它们几乎完全消失；因此，与十二指肠和空肠相比，这部分肠相对较薄。

### 与其他胃肠道皱襞的区别
与胃中的胃襞不同，它们是永久性的，并且不会在肠道扩张时消失。
圆形褶皱之间的空间小于结肠袋，并且与结肠袋相反，環狀褶皱围绕肠的整个圆周。这些差异有助于在腹部 X 光检查中区分小肠和结肠。

## 功能
環狀褶皱减缓了部分消化的食物在肠道中的通过，并增加了吸收的表面積。 它们覆盖着小指状的小突起，称为绒毛。每根绒毛又被微绒毛覆盖。微绒毛从食糜中吸收脂肪和营养。

## 历史
环状褶皱也被称为Kerckring瓣膜、Kerchkring瓣膜、褶曲状褶皱、褶曲环状褶皱和联合瓣膜。